# Burgruine Alt-Tierstein
Die Burgruine Alt-Tierstein ist die Ruine einer Höhenburganlage auf dem Gebiet der aargauischen Gemeinde Gipf-Oberfrick.
Ältere Funde zeigen, dass der Ort schon um 1000 v. Chr. aufgesucht wurde.

## Geografische Lage
Die heutige Burgruine liegt im schweizerischen Kanton Aargau an der östlichen Bergflanke des 750 Meter hohen, namensgebenden Tiersteinberges, auf etwa 600 m.ü.NHN westlich neben dem Ort Gipf-Oberfrick. Sie wurde auf einem mächtigen Versturzblock errichtet, dessen Grundfläche etwa 55 mal 40 Meter maß und mehrere Terrassen aufweist, welche alle bebaut waren.

## Geschichte
Burg Tierstein bzw. später Burg Alt-Tierstein war mit der nur 650 Meter südlich liegenden Burg Alt-Homburg sowie der bei Wenslingen befindlichen Ruine Ödenburg eine der ältesten Burgengründungen der Grafen von Tierstein, später auch Grafen von Homberg genannt. Errichtet wurde sie nach Auswertung von archäologischen Funden bereits Anfang des 11. Jahrhunderts. Graf Rudolf I. nannte sich im Jahr 1082 sowie 1114 nach der Burg Tierstein, 1103 auch nach der Burg Homberg und 1113 sowie 1114 nach dem Dorf Frick.
Innerhalb der dritten Generation der Homberger Grafenfamilie teilte sie sich Anfang des 12. Jahrhunderts in zwei Linien auf, Burg Tierstein kam dabei durch eine Erbteilung an Graf Rudolf III. von Homberg, welcher daraufhin die Linie der Tiersteiner Grafen begründete. Auch diese Linie teilte sich dann während des 14. Jahrhunderts wiederum in die Linien von Pfeffingen und Farnsburg auf. Burg Alt-Tierstein kam dabei an die Farnsburger Linie.
Ende des 13. Jahrhunderts wurde Burg Neu-Thierstein bei Büsserach als neuer Herrschaftssitz ausgebaut, jedoch blieb auch Burg Alt-Tierstein bis ins 15. Jahrhundert bewohnt und wurde anschließend aufgelassen, was möglicherweise mit dem Aussterben der Tierstein-Farnsburger Linie zu erklären ist.
1934 wurde das Burgareal durch den freiwilligen archäologischen Arbeitsdienst durch Arbeitslose und unter Führung von Hans Erb ausgegraben. Leider wurde die Grabung nur schlecht dokumentiert und beschrieben, auch wurden die verschiedenen Funde später zusammengeschüttet, was eine neuerliche Auswertung der damaligen Funde und Befunde nicht mehr ermöglicht.
Für eine Zerstörung der Burg Tierstein durch das  Erdbeben von Basel 1356 gibt es keinen Nachweis. Da jedoch die südlich benachbarte Burg Alt-Homberg durch das Beben zerstört wurde, entstanden auch an der Burg Alt-Tierstein zumindest erhebliche Schäden, sie wurde anschließend aber wieder aufgebaut.